# Uloborus strandi
Uloborus strandi es una especie de araña araneomorfa del género Uloborus, familia Uloboridae. Fue descrita científicamente por Caporiacco en 1940.
Habita en Etiopía.